# UFC 303
UFC 303: Pereira vs. Procházka 2（ユーエフシー・スリーオースリー：ペレイラ・バーサス・プロハースカ・ツー）は、アメリカ合衆国の総合格闘技団体「UFC」の大会の一つ。2024年6月29日、ネバダ州ラスベガスのT-モバイル・アリーナで開催された。

## 大会概要
本大会は王者アレックス・ペレイラと挑戦者イリー・プロハースカによるUFC世界ライトヘビー級タイトルマッチが組まれた。

## 試合結果

### アーリープレリム
第1試合 バンタム級 5分3R
○  ヴィニシウス・オリベイラ vs.  リッキー・シモン ×
3R終了 判定3-0（30-27、30-27、29-28）
第2試合 フライ級 5分3R
○  鶴屋怜 vs.  カルロス・ヘルナンデス ×
3R終了 判定3-0（29-28、29-28、29-28）
第3試合 ヘビー級 5分3R
○  マルティン・ブダイ vs.  アンドレイ・アルロフスキー ×
3R終了 判定2-1（29-28、28-29、30-27）
第4試合 女子ストロー級 5分3R
○  ジリアン・ロバートソン vs.  ミシェル・ウォーターソン ×
3R終了 判定3-0（30-27、30-27、30-26）

### プレリミナリーカード
第5試合 バンタム級 5分3R
○  ペイトン・タルボット vs.  ヤニス・ゲムーリ ×
1R 0:19 KO（右ストレート→パウンド）
第6試合 147.5ポンド契約 5分3R
○  ジェアン・シウバ vs.  シャルル・ジョーデイン ×
2R 1:22 KO（右アッパー）
※シウバの体重超過によりフェザー級から変更。
第7試合 フェザー級 5分3R
○  アンドレ・フィリ vs.  カブ・スワンソン ×
3R終了 判定2-1（28-29、29-28、29-28）
第8試合 ミドル級 5分3R
○  ジョー・パイファー vs.  マルク＝アンドレ・バリオー ×
1R 1:25 KO（右フック→パウンド）

### メインカード
第9試合 ウェルター級 5分3R
○  イアン・ギャリー vs.  マイケル・ペイジ ×
3R終了 判定3-0（29-28、29-28、29-28）
第10試合 女子バンタム級 5分3R
○  メイシー・チアソン vs.  マイラ・ブエノ・シウバ ×
2R 1:58 TKO（ドクターストップ）
第11試合 ライトヘビー級 5分3R
○  ロマン・ドリーゼ vs.  アンソニー・スミス ×
3R終了 判定3-0（30-27、29-28、29-28）
第12試合 165ポンド契約 5分3R
○  ディエゴ・ロペス vs.  ダン・イゲ ×
3R終了 判定3-0（29-28、29-28、29-28）
第13試合 UFC世界ライトヘビー級タイトルマッチ 5分5R
○  アレックス・ペレイラ vs.  イリー・プロハースカ ×
2R 0:13 TKO（左ハイキック→パウンド）
※ペレイラが2度目の王座防衛に成功。

### 各賞
ファイト・オブ・ザ・ナイト：アンドレ・フィリ vs. カブ・スワンソン
パフォーマンス・オブ・ザ・ナイト：アレックス・ペレイラ、メイシー・チアソン、ジョー・パイファー、ペイトン・タルボット
各選手にはボーナスとして5万ドルが授与された。

### カード変更
負傷などによるカードの変更は以下の通り。